# Banca de segundo piso
Banca de segundo piso o banco de segundo piso es una institución financiera que no trata directamente con los usuarios de los créditos, sino que hace las colocaciones de los mismos a través de otras instituciones financieras.

## México
En México también llamados bancos de desarrollo o bancos de fomento, son bancos dirigidos por el gobierno federal cuyo propósito es desarrollar ciertos sectores (agricultura, autopartes, textil) atender y solucionar problemáticas de financiamiento regional o municipal, o fomentar ciertas actividades (exportación, desarrollo de proveedores, creación de nuevas empresas). Se les dice de segundo piso porque sus programas de apoyo o líneas de financiamiento, la realizan a través de los bancos comerciales que quedan en primer lugar ante las empresas o usuarios, que solicitan el préstamo.

### Objetivos
Las acciones de la Banca de Desarrollo se realizan en el marco del Programa Nacional de Financiamiento del Desarrollo, 2008-2012 (PRONAFIDE), donde ésta se ha constituido como una herramienta de política económica fundamental para promover el desarrollo, resolver los problemas de acceso a los servicios financieros y mejorar las condiciones de los mismos para aquellos sectores que destacan por su contribución al crecimiento económico y al empleo: micro, pequeñas y medianas empresas (MIPYMES), infraestructura pública, vivienda para familias de bajos recursos, y el financiamiento a los productores rurales de ingresos bajos y medios. En consecuencia, la política de la Banca de Desarrollo ha perseguido los siguientes objetivos:
- Incrementar el financiamiento a los sectores con impacto significativo en la generación de empleos.
- Focalizar la atención en aquellos productores rurales que tienen dificultades para acceder al crédito.
- Complementar a los intermediarios privados para potencializar el financiamiento.
- Coordinación con otras entidades públicas que buscan atender a la misma población objetivo para hacer un uso eficiente de los recursos públicos.
- Promover el otorgamiento de crédito de largo plazo para fomentar el incremento en la productividad.

### Historia
Concluida la etapa armada de la Revolución Mexicana, la participación del Estado en el proceso de reactivación del crecimiento económico y social, fue determinante. En materia financiera, el Gobierno Federal adoptó diversas medidas tendientes a impulsar el ahorro y la canalización de recursos crediticios a la actividad económica, entre las cuales destacan la constitución de las “instituciones nacionales de crédito”, figura que posteriormente fue complementada con los fideicomisos públicos de fomento económico, entidades paraestatales de carácter financiero, especializadas en la atención de sectores específicos.

### Instituciones Nacionales de Crédito
Las “instituciones nacionales de crédito” surgieron en 1926, al fundarse el Banco Nacional de Crédito Agrícola. A partir de ese momento, el Gobierno Federal constituyó, fusionó y/o liquidó diversas instituciones, las cuales, dieron lugar al actual Banrural:

#### El Banco Nacional Hipotecario, Urbano y de Obras Públicas
Creado en 1933.Esta Institución cambió de nombre en 1966 a Banco Nacional de Obras y Servicios Públicos.

#### La Nacional Financiera
Constituida en 1934 Nacional Financiera

#### El Banco Nacional de Comercio Exterior
Creado en 1937 Bancomext

#### El Banco Nacional del Ejército, Fuerza Aérea y Armada
Creado en 1947 Banjército

#### El Patronato del Ahorro Nacional
Institución que fue creada, en 1950, como Organismo Público Descentralizado y transformada, en 2001, a Banco del Ahorro Nacional y Servicios Financieros y, después, en 2019, a Banco del Bienestar.

#### Fideicomisos Instituidos con Relación a la Agricultura
Creados en 1954, conocidos como FIRA.

#### La Sociedad Hipotecaria Federal
Creada en 2001 Sociedad Hipotecaria Federal, S.N.C.

#### La Financiera Rural
El inicio de la Financiera Rural data de 1926 cuando se creó el Banco Nacional de Crédito Agrícola, S. A., y nueve bancos regionales. Actualmente lleva el nombre de Financiera Nacional de Desarrollo Agropecuario, Rural, Forestal y Pesquero, es un organismo descentralizado de la secretaría de Hacienda y Crédito Público, con personalidad jurídica y patrimonio propios, constituido conforme a la Ley Orgánica de  la Financiera Rural (LOFR), publicada en el diario Oficial de la Federación, el 26 de diciembre de 2002 y modificada mediante el decreto publicado en el Diario Oficial de la Federación el 10 de enero de 2014 por el que se reforman diversas disposiciones en materia financiera, en donde entre otras leyes, se reforma la denominación de la Financiera Rural para quedar como “Ley Orgánica de la Financiera Nacional de Desarrollo Agropecuario, Rural, Forestal y Pesquero”. Esta Financiera Nacional contribuye en la Política de Financiamiento para el Desarrollo Rural Sustentable Programa Nacional de Financiamiento del Desarrollo 2013-2018, promoviendo el desarrollo de un sistema financiero múltiple en sus modalidades, instrumentos, instituciones y agentes, y constituye un instrumento del Gobierno Federal para la organización, constitución, desarrollo y fortalecimiento a través del financiamiento de Productores, Empresas Rurales y Empresas de Intermediación Financiera.La Financiera Nacional de Desarrollo Agropecuario, Rural, Forestal y Pesquero (antes denominada Financiera Rural), como coadyuvante de la Banca de Desarrollo, apoya al cumplimiento de las Metas del Plan Nacional de Desarrollo a través del fortalecimiento y ampliación del sistema financiero rural, facilitando el acceso a los recursos crediticios; con especial énfasis en áreas prioritarias para el desarrollo nacional; generando un enfoque de productividad, rentabilidad y competitividad, que sea incluyente e incorpore el manejo sustentable de los recursos naturales.
Creada en 2002 bajo la figura jurídica de organismo público descentralizado. Financiera Rural.